# Jardín Botánico Alpino del Castillo Saboya

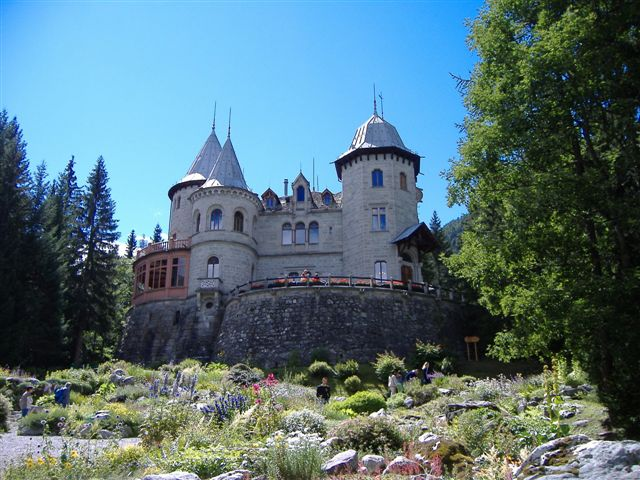
Castillo Saboya, alrededor del cual se encuentra el Jardín Botánico.

El Jardín Botánico Alpino del Castillo Saboya ( en italiano: Giardino Botanico Alpino "Castel Savoia", en francés: Jardin botanique alpin "Château de Savoie") es un Jardín botánico alpino de 1,000 m² de extensión localizado en las afueras de Gressoney-Saint-Jean situada en el Valle d'Aosta, Italia. Es uno de los cuatro jardines botánicos que se encuentran en esta pequeña región italiana. Su código de reconocimiento internacional como institución botánica, así como las siglas de su herbario es CSA.

## Historia
Este castillo lo hizo erigir el rey Umberto I de Saboya a finales del siglo XIX, como regalo a la reina consorte Margarita, a la que le gustaba pasar gran parte de la temporada estival en Gressoney.
Se proyectó como un castillo medieval por el arquitecto Emilio Stramucci.
En el año 1981 pasó a ser propiedad de la Región Autónoma Valle d'Aosta.
Por una ley regional específica, la número 40 del 5 de agosto de 1994, se asegura la fundación, gestión y acondicionamiento de este jardín botánico alpino de un particular interés científico. El jardín permite al visitante conocer la flora alpina en su ambiente característico de la montaña valdostana.

## Colecciones
En la base del castillo con vistas a Gressoney y al Monte Rosa, se encuentra dispuesto el Jardín botánico especializado en plantas de la región alpina, tanto con especímenes autóctonos como foráneos. 
En este jardín las especies han sido seleccionadas con respecto a su mayor vistosidad pero mostradas y catalogadas con criterios científicos botánicos. 

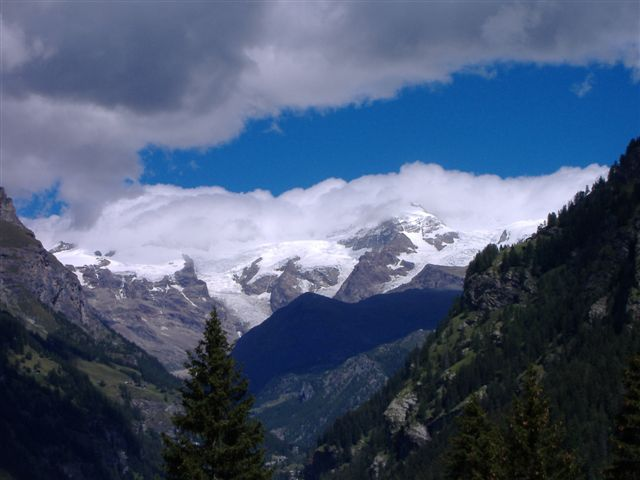
Panorama del Monte Rosa desde el Castillo Saboya.

Entre las especies presentes en este jardín botánico se incluyen Aquilegia alpina, Arnica montana, Epilobium angustifolium, Gentiana, Leontopodium alpinum, Lilium martagon, Rhododendron ferrugineum, Saxifraga, Sempervivum arachnoideum, Sempervivum montanum, y Trollius europaeus. 